# تمر مضافتي

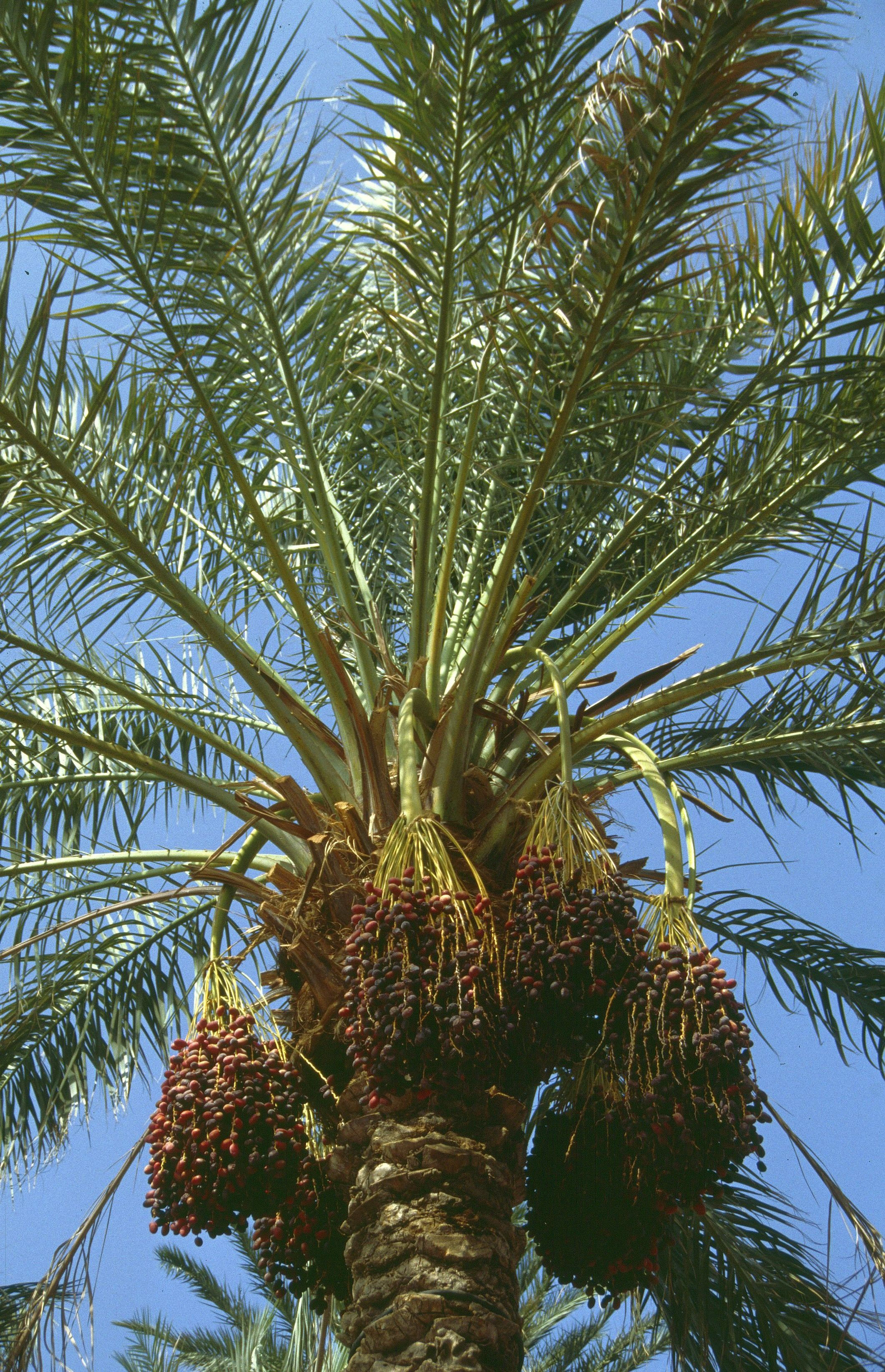
نخيل تمور مضافتي

تمر مضافتي، هو صنف من نخيل التمر، وأحد أشهر أنواع فاكهة التمر الإيرانية والتي تستخدم على شكل رطب، وهي تمر داكنة وحلوة المذاق ومتوسطة الحجم، وتختلف باختلاف وقت الحصاد وموقع النبتة في البستان.

## موطن الزراعة
يُزرع نخيل تمر مضافتي في أراضي منطقة جنوب إيران، وفي مقاطعة كرمان وبَلُوشِستان.
تعتبر منطقة بام واحدة من أكبر مناطق زراعة تمور مضافتي، مخصصة لأشجار النخيل، تشير التقديرات إلى أن تمور مضافتي تمثل 20% من إجمالي صادرات إيران من التمور، ويتم حصاد ما يقرب من 120 ألف طن سنويًا.

## الغذاء

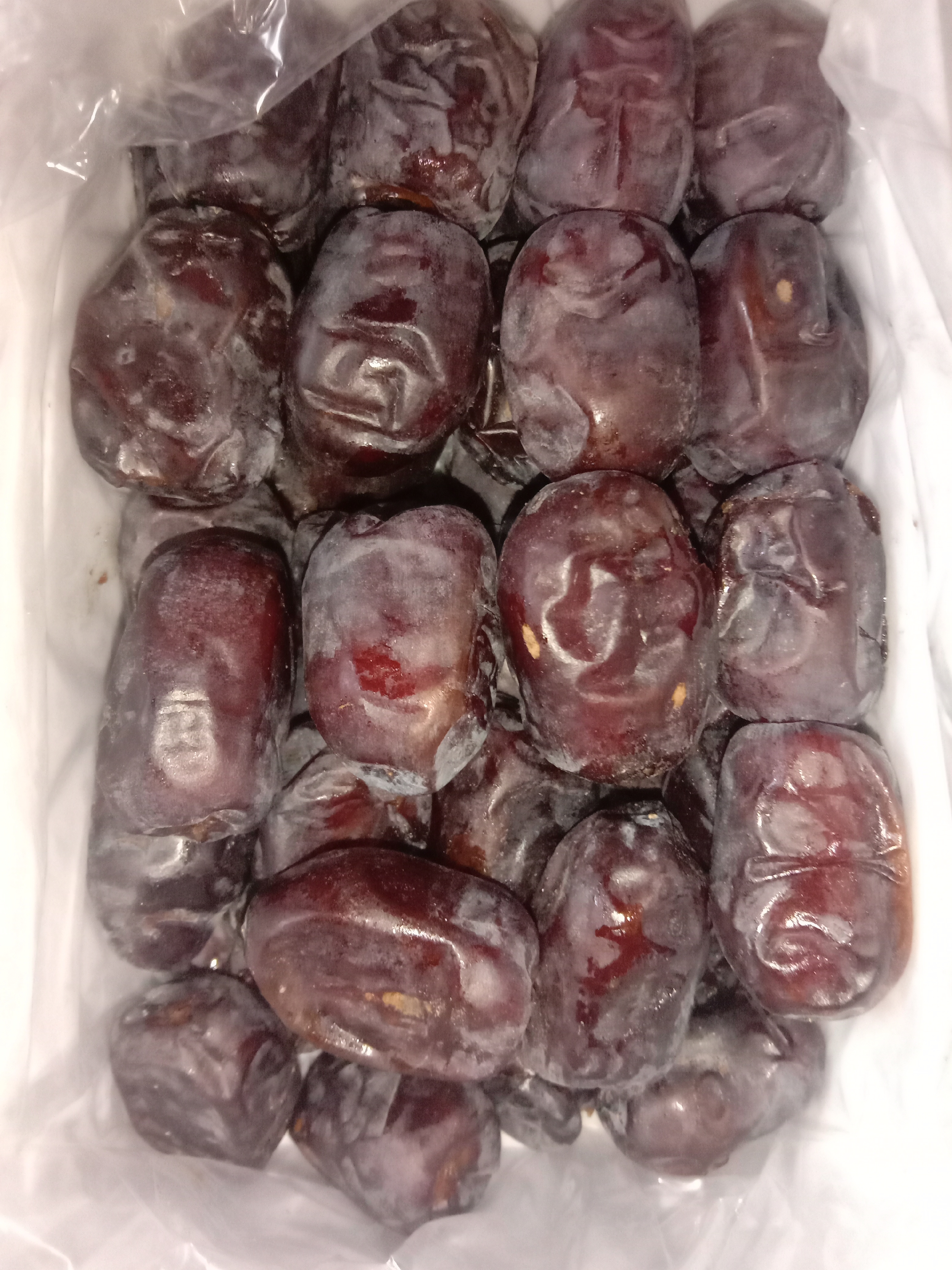
تمور مضافتي

- هو تمر مناسب كغذاء طازج، أي غير مجفف، ويمكن الاحتفاظ به لمدة تصل إلى عام أو عامين.

- يعتمد وقت حصاد تمر مضافتي على الصنف، ويبدأ في شهر أغسطس ويستمر حتى نهاية شهر أكتوبر.

- هو أحد أنواع التمور الطازجة الأكثر شيوعاً، يستخدم للوجبات الخفيفة وتناول الطعام على المائدة، ومصدر غني بالعناصر الغذائية ويحتوى على الألياف والعناصر الحيوية، تشمل الكالسيوم والمغنيسيوم والبوتاسيوم وفيتامين أ وفيتامين ب المركب وفيتامين ج، ومنخفضة الدهون وتحتوي على نسبة عالية من الألياف والبروتين.[6]